# Chaise du Gol
Une chaise du Gol est un type de chaise en bois de l'île de La Réunion, département d'outre-mer français dans le sud-ouest de l'océan Indien. Dotée d'un siège et d'un dossier cannés conçus à partir de roseaux récupérés près de l'étang du Gol, elle était autrefois assemblée à L'Étang-Salé seulement, mais l'est désormais dans toute l'île. Elle constitue la chaise la plus traditionnellement associée au mobilier créole à La Réunion.